# Pyhrner Kampl
Pyhrner Kampl är en bergstopp i Österrike.   Den ligger i distriktet Kirchdorf och förbundslandet Oberösterreich, i den centrala delen av landet, 170 km väster om huvudstaden Wien. Toppen på Pyhrner Kampl är 2 200 meter över havet, eller 15 meter över den omgivande terrängen. Bredden vid basen är 0,57 km. Pyhrner Kampl ingår i Totes Gebirge.
Terrängen runt Pyhrner Kampl är bergig åt nordost, men åt sydväst är den kuperad. Närmaste större samhälle är Liezen, 9,6 km söder om Pyhrner Kampl. 
I omgivningarna runt Pyhrner Kampl växer i huvudsak blandskog. Runt Pyhrner Kampl är det ganska glesbefolkat, med 25 invånare per kvadratkilometer.